# Habanera (aria)
| Âm vực | Âm vực giọng |
| { \set Score.proportionalNotationDuration = #(ly:make-moment 1/8) \new Staff \with { \remove "Time_signature_engraver" } { \clef treble d'\glissando fis''} } | { \set Score.proportionalNotationDuration = #(ly:make-moment 1/8) \new Staff \with { \remove "Time_signature_engraver" } {\clef treble d'\glissando d''} } |

Habanera ("[âm nhạc hoặc khiêu vũ] của La Habana"), là tên phổ biến hơn của "L'amour est un oiseau rebelle" (phát âm tiếng Pháp: [lamuʁ ɛt‿œ̃ wazo ʁəbɛl]; "Tình yêu là chú chim nổi loạn"), một aria trong vở opera Carmen của Georges Bizet sáng tác năm 1875. Đây là aria dẫn vào khi nhân vật trùng tên vở kịch xuất hiện. Bản aria dành cho vai diễn giọng mezzo-soprano, nằm ở cảnh 5 của màn thứ nhất.

## Bối cảnh
Phần âm nhạc của aria này vốn dựa trên điệu habanera "El Arreglito ou la Promesse de mariage", được viết bởi nhà soạn nhạc người Tây Ban Nha Sebastián Iradier và xuất bản lần đầu năm 1863, tuy vậy Bizet tưởng rằng đó là âm nhạc dân gian. Khi có người khác nói với ông rằng nhân vật sáng tác bản nhạc mà ông dựa trên đã mất từ 10 năm trước, Bizet đã viết thêm lưu ý về nguồn gốc của bản nhạc trong ấn bản đầu tiên mà ông sáng tác. Mặc dù kịch bản bằng tiếng Pháp của vở Carmen hoàn chỉnh được viết bởi Henri Meilhac và Ludovic Halévy, nhưng lời ca của aria này đều do Bizet sáng tác. Bản Habanera được Galli-Marié trình diễn lần đầu tiên tại Opéra-Comique vào ngày 3 tháng 3 năm 1875. Trong buổi diễn tập lần đầu tiên của Carmen, Bizet đã loại bỏ nhịp 3
4 và một phiên khúc nhịp 6
8, Ông đã viết lại Habanera nhiều lần trước khi cùng hài lòng thống nhất với Galli-Marié. Nietzsche, một người hâm mộ cuồng nhiệt của Carmen, đã nhận xét về aria này "khêu gợi một cách đầy trớ trêu" mô tả "thần Eros như những gì mà người thời xưa nghĩ: tinh nghịch, có sức quyến rũ của một thiên thần và cả sự đáng sợ của một con quỷ". Rodney Milnes lại nhận xét rằng bản aria "không nặng nề như một cương lĩnh có tính triết học mà đơn giản như một phát ngôn về chính sự thật và tạo cảm giác tinh nghịch nhờ sử dụng nhiều nhịp ngắn liên tục."

## Âm nhạc
Mặc dù Bizet giữ nguyên bố cục cốt lõi của bài hát Iradier ở việc mỗi câu hát ở giọng Rê thứ và chỉ mỗi đoạn điệp khúc ở giọng trưởng, nhưng ông cũng đã loại bỏ đoạn chen dài và chất liệu âm nhạc nửa sau, đồng thời thêm vào sắc độ, các biến thể trong điệp khúc và hòa âm trong phần đệm, làm cho bản nhạc trở nên đáng ghi nhớ. Việc tái phối khí cũng như bổ sung các liên ba trong phần hát và flute ở âm khu thấp đã giúp tăng thêm hiệu ứng. Bất chấp sự thay đổi về điệu thức, không có sự chuyển điệu rõ ràng nào trong aria và âm nền trì tục của nốt rê được duy trì xuyên suốt. Âm vực của giọng hát nằm ở khoảng giữa D4 và F♯5 với âm khu giọng lên tới giữa D4 và D5. Mặc dù Bizet đã mượn giai điệu từ một bài hát của Iradier nhưng có ý kiến cho rằng ông đã phát triển nó "với phong cách hòa âm không thể bắt chước và điệu nhảy habanera đầy ám ảnh".
Dàn nhạc cho bản aria này bao gồm hai sáo flute, hai oboe, hai clarinet, hai bassoon, bốn kèn cor, timpani, kẻng ba góc và tambourine, toàn bộ dàn dây, cộng với hai 'pít-tông' (kèn trumpet nhưng chỉ dành cho hợp âm cuối cùng). Phần phụ của dàn nhạc cho buổi công diễn lần đầu có tổng cộng là 62 hoặc 57 nhạc sĩ (tùy thuộc vào việc có tính thêm những nghệ sĩ phụ họa cho âm nhạc bên ngoài sân khấu hay không).
Theo kịch bản, nhân vật Don José là người duy nhất trên sân khấu không thèm chú ý đến Carmen khi cô ta hát Habanera, và sau khi hát xong, cô tiến lại gần anh. Ở cuối cảnh diễn ngắn sau lời nói của Carmen "épinglier de mon âme", cô ta ném một bông hoa quế vào José, dàn hợp xướng nữ hát lại điệp khúc "L'amour est enfant de bohème, Il n'a jamais, jamais connu de loi, Si tu ne m'aimes pas, je t'aime, Si je t'aime, prends garde à toi !". Đoạn điệp khúc này cũng quay lại trong một khoảnh khắc ngắn ở cuối màn 1, nơi Carmen ngân nga 'fredonnant' khi đối mặt với trung úy Zuniga.